# كاميلا بي. ريختر
كاميلا بي. ريختر (بالألمانية: Kamila B. Richter)‏ هي فنانة ألمانية وتشيكية، ولدت في 2 مايو 1976 في أولوموتس في التشيك.